# Moosomin
Moosomin (offiziell Town of Moosomin) ist eine Gemeinde im Südosten der kanadischen Provinz Saskatchewan. Die Gemeinde ist eine „urban municipality“ mit dem Status einer Stadt (englisch Town) und verfügt, wie alle „urban municipalities“ in der Provinz, über eine eigenständige Verwaltung.
Ursprünglich Siedlungsgebiet der First Nation, begann der europäisch geprägte Teil der Geschichte der heutigen Gemeinde um das Jahr 1880 mit der Ankunft von englischen und schottischen Siedlern. Kurz darauf erreichte die Eisenbahnstrecke der Canadian Pacific Railway die Gegend und die Siedlung erhielt 1887 offiziell den Status einer Kleinstadt (incorporated as a town). Heute ist Moosomin ein wichtiges Einkaufs-, Dienstleistungs- sowie Verwaltungszentrum für die umliegende, landwirtschaftlich geprägte, Region.

## Lage
Die Stadt liegt wenige Kilometer westlich der Grenze zur benachbarten Provinz Manitoba, in der als Aspen Parkland bezeichneten kanadischen Ökoregion und ist umgeben von der Rural Municipality of Moosomin No. 121. Moosomin liegt etwa 210 Kilometer östlich von Regina und etwa 130 Kilometer westlich von Brandon. In der Gemeinde kreuzen sich der in Ost-West-Richtung verlaufende Highway 1, welcher hier Teil der südlichen Route des Trans-Canada Highways ist, sowie der in Nord-Süd-Richtung verlaufende Highway 8. Außerdem durchquert eine Eisenbahnstrecke der Canadian Pacific Railway die Gemeinde.

## Demografie
Die Gemeinde wird für den Zensus zur Saskatchewan Census Division No. 5 gerechnet. Der Zensus im Jahr 2016 ergab für die Stadt selber eine Bevölkerungszahl von 2743 Einwohnern, nachdem der Zensus im Jahr 2011 für die Gemeinde eine Bevölkerungszahl von nur 2485 Einwohnern ergeben hatte. Die Bevölkerung hat damit im Vergleich zum letzten Zensus im Jahr 2011 etwas stärker als der Trend in der Provinz um 10,4 % zugenommen, während der Provinzdurchschnitt bei einer Bevölkerungszunahme von 6,3 % lag. Bereits im Zensuszeitraum von 2006 bis 2011 hatte die Einwohnerzahl in der Gemeinde etwas stärker als der Provinzdurchschnitt um 9,9 % zugenommen, während die Gesamtbevölkerung in der Provinz um 6,7 % zunahm.

## Söhne und Töchter der Stadt
- Andrew McNaughton (1887–1966), Soldat (Generalstabschef) und Politiker (Kriegsminister)
- Eileen George (1899–1998), Badmintonspielerin
- Dave Dunn (* 1948), Eishockeyspieler und -trainer
- Dave Tippett (* 1961), Eishockeyspieler und -trainer
- Morey Fisk (* 1974), Westernreiter